# Goggitsch (Gemeinde Geras)
Goggitsch ist eine Ortschaft und eine Katastralgemeinde der Stadtgemeinde Geras im Bezirk Horn in Niederösterreich. Die Ortschaft hat 129 Einwohner (Stand 1. Jänner 2024). Bis Ende 1965 war Goggitsch eine eigenständige Gemeinde.

## Geografie
Das vom Goggitschbach durchflossene Dorf liegt südlich von Geras an der Horner Straße. Im Ort zweigt die Landesstraße L1182 ab. Zur Ortschaft gehört auch der Weiler Steidlmühle im Nordosten.

## Geschichte
Im Ort befand sich ein Schloss, das im Besitz der Freysinger, dann der Harracher und zuletzt der Sinzendorfer stand. Am Beginn des Dreißigjährigen Krieges brannte es ab. Seine Überreste wurden 1786 veräußert. Auf den Ruinen des ehemaligen Schlosses entstanden in der Folge fünf Gehöfte.
Laut Adressbuch von Österreich waren im Jahr 1938 in der Ortsgemeinde Goggitsch zwei Gastwirte, zwei Gemischtwarenhändler, eine Mühle samt Sägewerk, zwei Schmiede, ein Schneider, ein Schuster und ein Tischler ansässig.
Mit 1. Jänner 1966 wurden im Zuge der Niederösterreichischen Kommunalstrukturverbesserung die bis dahin selbständigen Gemeinden Fugnitz, Goggitsch, Kottaun, Pfaffenreith und Trautmannsdorf nach Geras  eingemeindet.